# Triana, Nuevo León
Triana är en ort i Mexiko.   Den ligger i kommunen Ciudad Apodaca och delstaten Nuevo León, i den centrala delen av landet, 700 km norr om huvudstaden Mexico City. Triana ligger 417 meter över havet och antalet invånare är 101.
Terrängen runt Triana är platt, och sluttar brant österut. Runt Triana är det mycket tätbefolkat, med 3 757 invånare per kvadratkilometer. Närmaste större samhälle är Ciudad Apodaca, 4,6 km söder om Triana. Runt Triana är det i huvudsak tätbebyggt.